# Jogos da Commonwealth de 1994
Os Jogos da Commonwealth de 1994  foram realizados em Victoria, Canadá, entre 18 de agosto e 28 de agosto.
O evento marcou o retorno da África do Sul aos Jogos, após mais de 30 anos de ausência devido à politica do apartheid, e a última aparição de Hong Kong após a tranferência de sua soberania para a República Popular da China.

## Modalidades
- Atletismo
- Badminton
- Boxe
- Ciclismo
- Ginástica
- Halterofilismo
- Lawn Bowls
- Lutas
- Nado sincronizado
- Natação
- Saltos ornamentais
- Tiro

## Países participantes

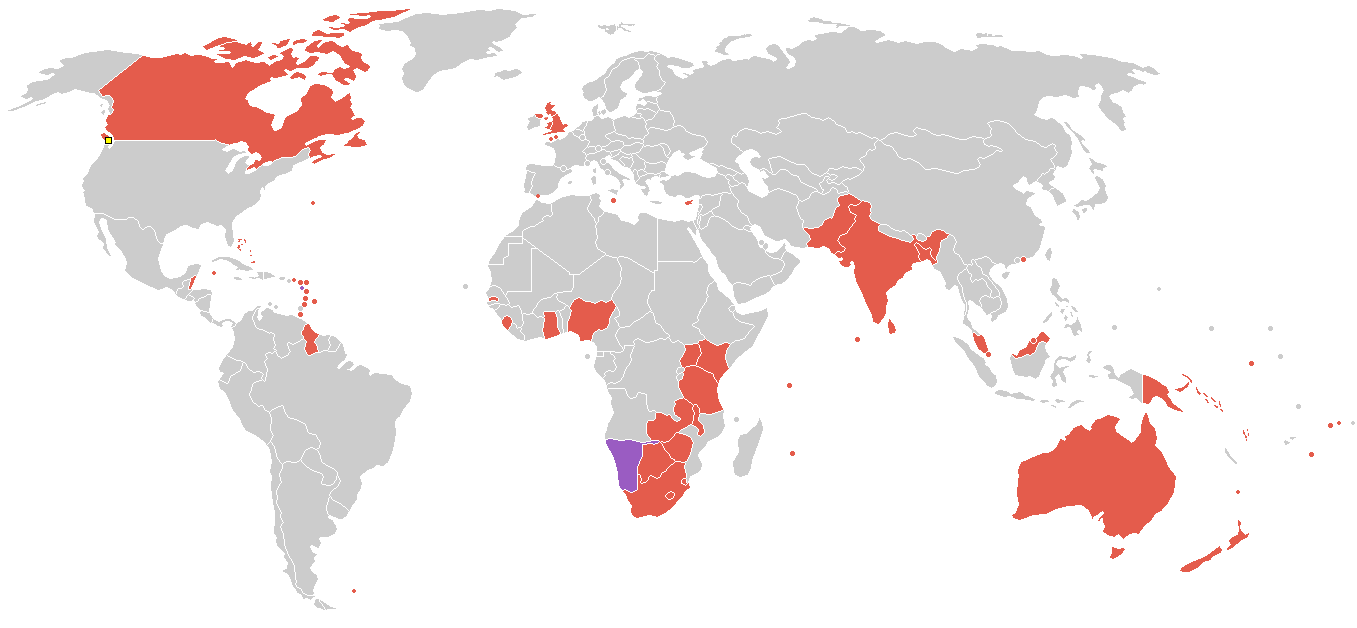
Países participantes.

| - África do Sul - Antígua e Barbuda - Austrália - Bahamas - Bangladesh - Barbados - Belize - Bermudas - Botswana - Brunei - Canadá - Chipre - Dominica - Escócia - Gana - Gâmbia - Gibraltar - Guernsey - Guiana - Hong Kong - Ilha de Man |  | - Ilhas Caimã - Ilhas Cook - Ilhas Falkland - Ilha Norfolk - Ilhas Salomão - Ilhas Virgens Britânicas - Índia - Inglaterra - Irlanda do Norte - Jamaica - Jersey - Lesoto - Maldivas - Malta - Malásia - Malawi - Ilhas Maurícias - Montserrat - Namíbia - Nauru - Nigéria |  | - Nova Zelândia - País de Gales - Paquistão - Papua-Nova Guiné - Quênia - Samoa - Santa Lúcia - São Cristóvão e Neves - São Vicente e Granadinas - Serra Leoa - Seychelles - Singapura - Sri Lanka - Essuatíni - Tanzânia - Tonga - Trinidad e Tobago - Uganda - Vanuatu - Zâmbia - Zimbabwe |

## Medalhistas
| Ordem | País              | Medalha de ouro | Medalha de prata | Medalha de bronze | Total |
| ----- | ----------------- | --------------- | ---------------- | ----------------- | ----- |
| 1     | Austrália         | 88              | 53               | 43                | 184   |
| 2     | Canadá            | 41              | 43               | 49                | 133   |
| 3     | Inglaterra        | 31              | 45               | 51                | 127   |
| 4     | Nigéria           | 11              | 13               | 13                | 37    |
| 5     | Quênia            | 7               | 4                | 8                 | 19    |
| 6     | Índia             | 6               | 12               | 7                 | 25    |
| 7     | Escócia           | 6               | 3                | 11                | 20    |
| 8     | Nova Zelândia     | 5               | 16               | 21                | 42    |
| 9     | País de Gales     | 5               | 8                | 6                 | 19    |
| 10    | Irlanda do Norte  | 5               | 2                | 3                 | 10    |
| 11    | Nauru             | 3               | 0                | 0                 | 3     |
| 12    | África do Sul     | 2               | 4                | 5                 | 11    |
| 13    | Jamaica           | 2               | 4                | 2                 | 8     |
| 14    | Malásia           | 2               | 3                | 2                 | 7     |
| 15    | Chipre            | 2               | 1                | 2                 | 5     |
| 16    | Sri Lanka         | 1               | 2                | 0                 | 3     |
| 17    | Zâmbia            | 1               | 1                | 2                 | 4     |
| 18    | Namíbia           | 1               | 0                | 1                 | 2     |
| 19    | Zimbabwe          | 0               | 3                | 3                 | 6     |
| 20    | Papua-Nova Guiné  | 0               | 1                | 0                 | 1     |
| 20    | Samoa             | 0               | 1                | 0                 | 1     |
| 22    | Hong Kong         | 0               | 0                | 4                 | 4     |
| 23    | Paquistão         | 0               | 0                | 3                 | 3     |
| 24    | Gana              | 0               | 0                | 2                 | 2     |
| 24    | Trinidad e Tobago | 0               | 0                | 2                 | 2     |
| 24    | Uganda            | 0               | 0                | 2                 | 2     |
| 27    | Bermudas          | 0               | 0                | 1                 | 1     |
| 27    | Botswana          | 0               | 0                | 1                 | 1     |
| 27    | Guernsey          | 0               | 0                | 1                 | 1     |
| 27    | Ilha Norfolk      | 0               | 0                | 1                 | 1     |
| 27    | Seychelles        | 0               | 0                | 1                 | 1     |
| 27    | Tanzânia          | 0               | 0                | 1                 | 1     |
| 27    | Tonga             | 0               | 0                | 1                 | 1     |

     País sede destacado.